# محمد نبوتی
محمد نبوتی (زادهٔ ۱۳۲۲ در ساوه) نمایندهٔ حوزهٔ انتخابیهٔ ساوه در دورهٔ چهارم و دورهٔ پنجم مجلس شورای اسلامی بوده‌است. 

## فعالیت‌ها
- دادستان شهرستان ساوه
- رئیس بانک کشاورزی شهرستان ساوه
- مدیر کل بانک کشاورزی استان مرکزی
- عضو هیئت مدیره بانک کشاورزی ایران
- نماینده مردم شهرستان‌های ساوه وزرندیه
- نماینده دوره‌های چهارم وپنجم مجلس شورای اسلامی
- نایب ریس کمیسیون دیوان محاسبات مجلس
- عضو هیئت نظارت بانک مرکزی
- معاون دیوان محاسبات کشور
- مستشار دیوان محاسبات کشور